# 1999年のナショナルリーグチャンピオンシップシリーズ
1999年の野球において、メジャーリーグベースボール（MLB）のポストシーズンは10月5日に開幕した。ナショナルリーグの第30回リーグチャンピオンシップシリーズ（30th National League Championship Series、以下「リーグ優勝決定戦」と表記）は、12日から19日にかけて計6試合が開催された。その結果、アトランタ・ブレーブス（東地区）がニューヨーク・メッツ（同）を4勝2敗で下し、3年ぶり17回目のリーグ優勝および9回目のワールドシリーズ進出を果たした。
両球団がポストシーズンで対戦するのは、1969年のリーグ優勝決定戦以来30年ぶり2度目。この年のレギュラーシーズンでは両球団は12試合対戦し、ブレーブスが9勝3敗と勝ち越していた。今シリーズは5試合が1点差で決着し、第5戦・第6戦はいずれも延長サヨナラゲームとなるなど、接戦続きだった。第5戦ではメッツが延長15回裏に一死満塁とし、ロビン・ベンチュラの外野フェンスを越える打球でサヨナラ勝利した。この一打はポストシーズン史上初のサヨナラ満塁本塁打になるかと思われたが、ベンチュラが一塁を回ったところでチームメイトにもみくちゃにされてベースを一周できず、記録上は単打となったため "グランドスラム・シングル" と称される。移動日を挟んで続く第6戦、今度はブレーブスが延長11回裏に一死満塁とし、アンドリュー・ジョーンズがサヨナラの押し出し四球を選んでリーグ優勝を決めた。ポストシーズンでのサヨナラ押し出し四球は史上初である。シリーズMVPには、第2戦の6回裏に勝ち越し・決勝の2点本塁打を放つなど、6試合で打率.500・2本塁打・5打点・OPS 1.424という成績を残したブレーブスのエディ・ペレスが選出された。しかしブレーブスは、ワールドシリーズではアメリカンリーグ王者ニューヨーク・ヤンキースに0勝4敗で敗れ、4年ぶり4度目の優勝を逃した。

## 試合結果
1999年のナショナルリーグ優勝決定戦は10月12日に開幕し、途中に移動日を挟んで8日間で6試合が行われた。日程・結果は以下の通り。
| 日付                                                   | 試合  | ビジター球団（先攻）   | スコア | ホーム球団（後攻）     | 開催球場             | 開催球場                               |
| ------------------------------------------------------ | ----- | ---------------------- | ------ | ---------------------- | -------------------- | -------------------------------------- |
| 10月12日（火）                                         | 第1戦 | ニューヨーク・メッツ   | 2－4   | アトランタ・ブレーブス | ターナー・フィールド | ターナー・フィールドシェイ・スタジアム |
| 10月13日（水）                                         | 第2戦 | ニューヨーク・メッツ   | 3－4   | アトランタ・ブレーブス | ターナー・フィールド | ターナー・フィールドシェイ・スタジアム |
| 10月14日（木）                                         |       | 移動日                 | 移動日 | 移動日                 |                      | ターナー・フィールドシェイ・スタジアム |
| 10月15日（金）                                         | 第3戦 | アトランタ・ブレーブス | 1－0   | ニューヨーク・メッツ   | シェイ・スタジアム   | ターナー・フィールドシェイ・スタジアム |
| 10月16日（土）                                         | 第4戦 | アトランタ・ブレーブス | 2－3   | ニューヨーク・メッツ   | シェイ・スタジアム   | ターナー・フィールドシェイ・スタジアム |
| 10月17日（日）                                         | 第5戦 | アトランタ・ブレーブス | 3－4x  | ニューヨーク・メッツ   | シェイ・スタジアム   | ターナー・フィールドシェイ・スタジアム |
| 10月18日（月）                                         |       | 移動日                 | 移動日 | 移動日                 |                      | ターナー・フィールドシェイ・スタジアム |
| 10月19日（火）                                         | 第6戦 | ニューヨーク・メッツ   | 9－10x | アトランタ・ブレーブス | ターナー・フィールド | ターナー・フィールドシェイ・スタジアム |
| 優勝：アトランタ・ブレーブス（4勝2敗 / 3年ぶり17度目） |       |                        |        |                        |                      | ターナー・フィールドシェイ・スタジアム |

### 第1戦 10月12日
- ターナー・フィールド（ジョージア州アトランタ）

|                        | 1 | 2 | 3 | 4 | 5 | 6 | 7 | 8 | 9 | R | H | E |
| ---------------------- | - | - | - | - | - | - | - | - | - | - | - | - |
| ニューヨーク・メッツ   | 0 | 0 | 0 | 1 | 0 | 0 | 0 | 0 | 1 | 2 | 6 | 2 |
| アトランタ・ブレーブス | 1 | 0 | 0 | 0 | 1 | 1 | 0 | 1 | X | 4 | 8 | 2 |

1. 勝利：グレッグ・マダックス（1勝）
2. セーブ：ジョン・ロッカー（1S）
3. 敗戦：吉井理人（1敗）
4. 本塁打
ATL：エディ・ペレス1号ソロ
5. 審判
［球審］エド・モンタギュー
［塁審］一塁: ジェフ・ケロッグ、二塁: チャーリー・レリフォード、三塁: エド・ラピュアーノ
［外審］左翼: ジェリー・レイン、右翼: ジェリー・クロフォード
6. 試合開始時刻: 東部夏時間（UTC-4）午後8時12分  試合時間: 3時間9分  観客: 4万4172人  気温: 63°F（17.2°C）
詳細: Baseball-Reference.com

| ニューヨーク・メッツ | ニューヨーク・メッツ | ニューヨーク・メッツ | ニューヨーク・メッツ | ニューヨーク・メッツ                                                                                                 | アトランタ・ブレーブス | アトランタ・ブレーブス | アトランタ・ブレーブス | アトランタ・ブレーブス | アトランタ・ブレーブス                                                                                    |
| -------------------- | -------------------- | -------------------- | -------------------- | --- | ---------------------- | ---------------------- | ---------------------- | ---------------------- | --- |
| 打順                 | 守備                 | 選手                 | 打席                 | 吉井理人M・ピアッツァJ・オルルドE・アルフォンゾR・ベンチュラR・オルドニェスR・ヘンダーソンD・ハミルトンR・セデーニョ | 打順                   | 守備                   | 選手                   | 打席                   | G・マダックスE・ペレスR・クレスコB・ブーンC・ジョーンズW・ワイスG・ウィリアムズA・ジョーンズB・ジョーダン |
| 1                    | 左                   | R・ヘンダーソン      | 右                   | 吉井理人M・ピアッツァJ・オルルドE・アルフォンゾR・ベンチュラR・オルドニェスR・ヘンダーソンD・ハミルトンR・セデーニョ | 1                      | 左                     | G・ウィリアムズ        | 右                     | G・マダックスE・ペレスR・クレスコB・ブーンC・ジョーンズW・ワイスG・ウィリアムズA・ジョーンズB・ジョーダン |
| 2                    | 二                   | E・アルフォンゾ      | 右                   | 吉井理人M・ピアッツァJ・オルルドE・アルフォンゾR・ベンチュラR・オルドニェスR・ヘンダーソンD・ハミルトンR・セデーニョ | 2                      | 二                     | B・ブーン              | 右                     | G・マダックスE・ペレスR・クレスコB・ブーンC・ジョーンズW・ワイスG・ウィリアムズA・ジョーンズB・ジョーダン |
| 3                    | 一                   | J・オルルド          | 左                   | 吉井理人M・ピアッツァJ・オルルドE・アルフォンゾR・ベンチュラR・オルドニェスR・ヘンダーソンD・ハミルトンR・セデーニョ | 3                      | 三                     | C・ジョーンズ          | 両                     | G・マダックスE・ペレスR・クレスコB・ブーンC・ジョーンズW・ワイスG・ウィリアムズA・ジョーンズB・ジョーダン |
| 4                    | 捕                   | M・ピアッツァ        | 右                   | 吉井理人M・ピアッツァJ・オルルドE・アルフォンゾR・ベンチュラR・オルドニェスR・ヘンダーソンD・ハミルトンR・セデーニョ | 4                      | 右                     | B・ジョーダン          | 右                     | G・マダックスE・ペレスR・クレスコB・ブーンC・ジョーンズW・ワイスG・ウィリアムズA・ジョーンズB・ジョーダン |
| 5                    | 三                   | R・ベンチュラ        | 左                   | 吉井理人M・ピアッツァJ・オルルドE・アルフォンゾR・ベンチュラR・オルドニェスR・ヘンダーソンD・ハミルトンR・セデーニョ | 5                      | 一                     | R・クレスコ            | 右                     | G・マダックスE・ペレスR・クレスコB・ブーンC・ジョーンズW・ワイスG・ウィリアムズA・ジョーンズB・ジョーダン |
| 6                    | 中                   | D・ハミルトン        | 左                   | 吉井理人M・ピアッツァJ・オルルドE・アルフォンゾR・ベンチュラR・オルドニェスR・ヘンダーソンD・ハミルトンR・セデーニョ | 6                      | 中                     | A・ジョーンズ          | 右                     | G・マダックスE・ペレスR・クレスコB・ブーンC・ジョーンズW・ワイスG・ウィリアムズA・ジョーンズB・ジョーダン |
| 7                    | 右                   | R・セデーニョ        | 両                   | 吉井理人M・ピアッツァJ・オルルドE・アルフォンゾR・ベンチュラR・オルドニェスR・ヘンダーソンD・ハミルトンR・セデーニョ | 7                      | 捕                     | E・ペレス              | 右                     | G・マダックスE・ペレスR・クレスコB・ブーンC・ジョーンズW・ワイスG・ウィリアムズA・ジョーンズB・ジョーダン |
| 8                    | 遊                   | R・オルドニェス      | 右                   | 吉井理人M・ピアッツァJ・オルルドE・アルフォンゾR・ベンチュラR・オルドニェスR・ヘンダーソンD・ハミルトンR・セデーニョ | 8                      | 遊                     | W・ワイス              | 両                     | G・マダックスE・ペレスR・クレスコB・ブーンC・ジョーンズW・ワイスG・ウィリアムズA・ジョーンズB・ジョーダン |
| 9                    | 投                   | 吉井理人             | 右                   | 吉井理人M・ピアッツァJ・オルルドE・アルフォンゾR・ベンチュラR・オルドニェスR・ヘンダーソンD・ハミルトンR・セデーニョ | 9                      | 投                     | G・マダックス          | 右                     | G・マダックスE・ペレスR・クレスコB・ブーンC・ジョーンズW・ワイスG・ウィリアムズA・ジョーンズB・ジョーダン |
| 先発投手             | 先発投手             | 先発投手             | 投球                 | 吉井理人M・ピアッツァJ・オルルドE・アルフォンゾR・ベンチュラR・オルドニェスR・ヘンダーソンD・ハミルトンR・セデーニョ | 先発投手               | 先発投手               | 先発投手               | 投球                   | G・マダックスE・ペレスR・クレスコB・ブーンC・ジョーンズW・ワイスG・ウィリアムズA・ジョーンズB・ジョーダン |
| 吉井理人             | 吉井理人             | 吉井理人             | 右                   | 吉井理人M・ピアッツァJ・オルルドE・アルフォンゾR・ベンチュラR・オルドニェスR・ヘンダーソンD・ハミルトンR・セデーニョ | G・マダックス          | G・マダックス          | G・マダックス          | 右                     | G・マダックスE・ペレスR・クレスコB・ブーンC・ジョーンズW・ワイスG・ウィリアムズA・ジョーンズB・ジョーダン |

### 第2戦 10月13日
- ターナー・フィールド（ジョージア州アトランタ）

|                        | 1 | 2 | 3 | 4 | 5 | 6 | 7 | 8 | 9 | R | H | E |
| ---------------------- | - | - | - | - | - | - | - | - | - | - | - | - |
| ニューヨーク・メッツ   | 0 | 1 | 0 | 0 | 1 | 0 | 0 | 1 | 0 | 3 | 5 | 1 |
| アトランタ・ブレーブス | 0 | 0 | 0 | 0 | 0 | 4 | 0 | 0 | X | 4 | 9 | 1 |

1. 勝利：ケビン・ミルウッド（1勝）
2. セーブ：ジョン・スモルツ（1S）
3. 敗戦：ケニー・ロジャース（1敗）
4. 本塁打
NYM：メルビン・モーラ1号ソロ
ATL：ブライアン・ジョーダン1号2ラン、エディ・ペレス2号2ラン
5. 審判
［球審］ジェフ・ケロッグ
［塁審］一塁: チャーリー・レリフォード、二塁: エド・ラピュアーノ、三塁: ジェリー・レイン
［外審］左翼: ジェリー・クロフォード、右翼: エド・モンタギュー
6. 試合開始時刻: 東部夏時間（UTC-4）午後4時9分  試合時間: 2時間42分  観客: 4万4624人  気温: 62°F（16.7°C）
詳細: Baseball-Reference.com

| ニューヨーク・メッツ | ニューヨーク・メッツ | ニューヨーク・メッツ | ニューヨーク・メッツ | ニューヨーク・メッツ | アトランタ・ブレーブス | アトランタ・ブレーブス | アトランタ・ブレーブス | アトランタ・ブレーブス | アトランタ・ブレーブス                                                                                    |
| -------------------- | -------------------- | -------------------- | -------------------- | --- | ---------------------- | ---------------------- | ---------------------- | ---------------------- | --- |
| 打順                 | 守備                 | 選手                 | 打席                 | K・ロジャースM・ピアッツァJ・オルルドE・アルフォンゾR・ベンチュラR・オルドニェスR・ヘンダーソンD・ハミルトンR・セデーニョ | 打順                   | 守備                   | 選手                   | 打席                   | K・ミルウッドE・ペレスB・ハンターB・ブーンC・ジョーンズW・ワイスG・ウィリアムズA・ジョーンズB・ジョーダン |
| 1                    | 左                   | R・ヘンダーソン      | 右                   | K・ロジャースM・ピアッツァJ・オルルドE・アルフォンゾR・ベンチュラR・オルドニェスR・ヘンダーソンD・ハミルトンR・セデーニョ | 1                      | 左                     | G・ウィリアムズ        | 右                     | K・ミルウッドE・ペレスB・ハンターB・ブーンC・ジョーンズW・ワイスG・ウィリアムズA・ジョーンズB・ジョーダン |
| 2                    | 二                   | E・アルフォンゾ      | 右                   | K・ロジャースM・ピアッツァJ・オルルドE・アルフォンゾR・ベンチュラR・オルドニェスR・ヘンダーソンD・ハミルトンR・セデーニョ | 2                      | 二                     | B・ブーン              | 右                     | K・ミルウッドE・ペレスB・ハンターB・ブーンC・ジョーンズW・ワイスG・ウィリアムズA・ジョーンズB・ジョーダン |
| 3                    | 一                   | J・オルルド          | 左                   | K・ロジャースM・ピアッツァJ・オルルドE・アルフォンゾR・ベンチュラR・オルドニェスR・ヘンダーソンD・ハミルトンR・セデーニョ | 3                      | 三                     | C・ジョーンズ          | 両                     | K・ミルウッドE・ペレスB・ハンターB・ブーンC・ジョーンズW・ワイスG・ウィリアムズA・ジョーンズB・ジョーダン |
| 4                    | 捕                   | M・ピアッツァ        | 右                   | K・ロジャースM・ピアッツァJ・オルルドE・アルフォンゾR・ベンチュラR・オルドニェスR・ヘンダーソンD・ハミルトンR・セデーニョ | 4                      | 右                     | B・ジョーダン          | 右                     | K・ミルウッドE・ペレスB・ハンターB・ブーンC・ジョーンズW・ワイスG・ウィリアムズA・ジョーンズB・ジョーダン |
| 5                    | 三                   | R・ベンチュラ        | 左                   | K・ロジャースM・ピアッツァJ・オルルドE・アルフォンゾR・ベンチュラR・オルドニェスR・ヘンダーソンD・ハミルトンR・セデーニョ | 5                      | 中                     | A・ジョーンズ          | 右                     | K・ミルウッドE・ペレスB・ハンターB・ブーンC・ジョーンズW・ワイスG・ウィリアムズA・ジョーンズB・ジョーダン |
| 6                    | 中                   | D・ハミルトン        | 左                   | K・ロジャースM・ピアッツァJ・オルルドE・アルフォンゾR・ベンチュラR・オルドニェスR・ヘンダーソンD・ハミルトンR・セデーニョ | 6                      | 捕                     | E・ペレス              | 右                     | K・ミルウッドE・ペレスB・ハンターB・ブーンC・ジョーンズW・ワイスG・ウィリアムズA・ジョーンズB・ジョーダン |
| 7                    | 右                   | R・セデーニョ        | 両                   | K・ロジャースM・ピアッツァJ・オルルドE・アルフォンゾR・ベンチュラR・オルドニェスR・ヘンダーソンD・ハミルトンR・セデーニョ | 7                      | 一                     | B・ハンター            | 右                     | K・ミルウッドE・ペレスB・ハンターB・ブーンC・ジョーンズW・ワイスG・ウィリアムズA・ジョーンズB・ジョーダン |
| 8                    | 遊                   | R・オルドニェス      | 右                   | K・ロジャースM・ピアッツァJ・オルルドE・アルフォンゾR・ベンチュラR・オルドニェスR・ヘンダーソンD・ハミルトンR・セデーニョ | 8                      | 遊                     | W・ワイス              | 両                     | K・ミルウッドE・ペレスB・ハンターB・ブーンC・ジョーンズW・ワイスG・ウィリアムズA・ジョーンズB・ジョーダン |
| 9                    | 投                   | K・ロジャース        | 左                   | K・ロジャースM・ピアッツァJ・オルルドE・アルフォンゾR・ベンチュラR・オルドニェスR・ヘンダーソンD・ハミルトンR・セデーニョ | 9                      | 投                     | K・ミルウッド          | 右                     | K・ミルウッドE・ペレスB・ハンターB・ブーンC・ジョーンズW・ワイスG・ウィリアムズA・ジョーンズB・ジョーダン |
| 先発投手             | 先発投手             | 先発投手             | 投球                 | K・ロジャースM・ピアッツァJ・オルルドE・アルフォンゾR・ベンチュラR・オルドニェスR・ヘンダーソンD・ハミルトンR・セデーニョ | 先発投手               | 先発投手               | 先発投手               | 投球                   | K・ミルウッドE・ペレスB・ハンターB・ブーンC・ジョーンズW・ワイスG・ウィリアムズA・ジョーンズB・ジョーダン |
| K・ロジャース        | K・ロジャース        | K・ロジャース        | 左                   | K・ロジャースM・ピアッツァJ・オルルドE・アルフォンゾR・ベンチュラR・オルドニェスR・ヘンダーソンD・ハミルトンR・セデーニョ | K・ミルウッド          | K・ミルウッド          | K・ミルウッド          | 右                     | K・ミルウッドE・ペレスB・ハンターB・ブーンC・ジョーンズW・ワイスG・ウィリアムズA・ジョーンズB・ジョーダン |

### 第3戦 10月15日
- シェイ・スタジアム（ニューヨーク州ニューヨーク市クイーンズ区）

|                        | 1 | 2 | 3 | 4 | 5 | 6 | 7 | 8 | 9 | R | H | E |
| ---------------------- | - | - | - | - | - | - | - | - | - | - | - | - |
| アトランタ・ブレーブス | 1 | 0 | 0 | 0 | 0 | 0 | 0 | 0 | 0 | 1 | 3 | 1 |
| ニューヨーク・メッツ   | 0 | 0 | 0 | 0 | 0 | 0 | 0 | 0 | 0 | 0 | 7 | 2 |

1. 勝利：トム・グラビン（1勝）
2. セーブ：ジョン・ロッカー（2S）
3. 敗戦：アル・ライター（1敗）
4. 審判
［球審］チャーリー・レリフォード
［塁審］一塁: エド・ラピュアーノ、二塁: ジェリー・レイン、三塁: ジェリー・クロフォード
［外審］左翼: エド・モンタギュー、右翼: ジェフ・ケロッグ
5. 試合開始時刻: 東部夏時間（UTC-4）午後8時12分  試合時間: 3時間4分  観客: 5万5911人  気温: 56°F（13.3°C）
詳細: Baseball-Reference.com

| アトランタ・ブレーブス | アトランタ・ブレーブス | アトランタ・ブレーブス | アトランタ・ブレーブス | アトランタ・ブレーブス                                                                                  | ニューヨーク・メッツ | ニューヨーク・メッツ | ニューヨーク・メッツ | ニューヨーク・メッツ | ニューヨーク・メッツ                                                                                                |
| ---------------------- | ---------------------- | ---------------------- | ---------------------- | --- | -------------------- | -------------------- | -------------------- | -------------------- | --- |
| 打順                   | 守備                   | 選手                   | 打席                   | T・グラビンE・ペレスB・ハンターB・ブーンC・ジョーンズW・ワイスG・ウィリアムズA・ジョーンズB・ジョーダン | 打順                 | 守備                 | 選手                 | 打席                 | A・ライターM・ピアッツァJ・オルルドE・アルフォンゾR・ベンチュラR・オルドニェスR・ヘンダーソンM・モーラB・アグバヤニ |
| 1                      | 左                     | G・ウィリアムズ        | 右                     | T・グラビンE・ペレスB・ハンターB・ブーンC・ジョーンズW・ワイスG・ウィリアムズA・ジョーンズB・ジョーダン | 1                    | 左                   | R・ヘンダーソン      | 右                   | A・ライターM・ピアッツァJ・オルルドE・アルフォンゾR・ベンチュラR・オルドニェスR・ヘンダーソンM・モーラB・アグバヤニ |
| 2                      | 二                     | B・ブーン              | 右                     | T・グラビンE・ペレスB・ハンターB・ブーンC・ジョーンズW・ワイスG・ウィリアムズA・ジョーンズB・ジョーダン | 2                    | 一                   | J・オルルド          | 左                   | A・ライターM・ピアッツァJ・オルルドE・アルフォンゾR・ベンチュラR・オルドニェスR・ヘンダーソンM・モーラB・アグバヤニ |
| 3                      | 三                     | C・ジョーンズ          | 両                     | T・グラビンE・ペレスB・ハンターB・ブーンC・ジョーンズW・ワイスG・ウィリアムズA・ジョーンズB・ジョーダン | 3                    | 二                   | E・アルフォンゾ      | 右                   | A・ライターM・ピアッツァJ・オルルドE・アルフォンゾR・ベンチュラR・オルドニェスR・ヘンダーソンM・モーラB・アグバヤニ |
| 4                      | 右                     | B・ジョーダン          | 右                     | T・グラビンE・ペレスB・ハンターB・ブーンC・ジョーンズW・ワイスG・ウィリアムズA・ジョーンズB・ジョーダン | 4                    | 捕                   | M・ピアッツァ        | 右                   | A・ライターM・ピアッツァJ・オルルドE・アルフォンゾR・ベンチュラR・オルドニェスR・ヘンダーソンM・モーラB・アグバヤニ |
| 5                      | 中                     | A・ジョーンズ          | 右                     | T・グラビンE・ペレスB・ハンターB・ブーンC・ジョーンズW・ワイスG・ウィリアムズA・ジョーンズB・ジョーダン | 5                    | 右                   | B・アグバヤニ        | 右                   | A・ライターM・ピアッツァJ・オルルドE・アルフォンゾR・ベンチュラR・オルドニェスR・ヘンダーソンM・モーラB・アグバヤニ |
| 6                      | 捕                     | E・ペレス              | 右                     | T・グラビンE・ペレスB・ハンターB・ブーンC・ジョーンズW・ワイスG・ウィリアムズA・ジョーンズB・ジョーダン | 6                    | 三                   | R・ベンチュラ        | 左                   | A・ライターM・ピアッツァJ・オルルドE・アルフォンゾR・ベンチュラR・オルドニェスR・ヘンダーソンM・モーラB・アグバヤニ |
| 7                      | 一                     | B・ハンター            | 右                     | T・グラビンE・ペレスB・ハンターB・ブーンC・ジョーンズW・ワイスG・ウィリアムズA・ジョーンズB・ジョーダン | 7                    | 中                   | M・モーラ            | 右                   | A・ライターM・ピアッツァJ・オルルドE・アルフォンゾR・ベンチュラR・オルドニェスR・ヘンダーソンM・モーラB・アグバヤニ |
| 8                      | 遊                     | W・ワイス              | 両                     | T・グラビンE・ペレスB・ハンターB・ブーンC・ジョーンズW・ワイスG・ウィリアムズA・ジョーンズB・ジョーダン | 8                    | 遊                   | R・オルドニェス      | 右                   | A・ライターM・ピアッツァJ・オルルドE・アルフォンゾR・ベンチュラR・オルドニェスR・ヘンダーソンM・モーラB・アグバヤニ |
| 9                      | 投                     | T・グラビン            | 左                     | T・グラビンE・ペレスB・ハンターB・ブーンC・ジョーンズW・ワイスG・ウィリアムズA・ジョーンズB・ジョーダン | 9                    | 投                   | A・ライター          | 左                   | A・ライターM・ピアッツァJ・オルルドE・アルフォンゾR・ベンチュラR・オルドニェスR・ヘンダーソンM・モーラB・アグバヤニ |
| 先発投手               | 先発投手               | 先発投手               | 投球                   | T・グラビンE・ペレスB・ハンターB・ブーンC・ジョーンズW・ワイスG・ウィリアムズA・ジョーンズB・ジョーダン | 先発投手             | 先発投手             | 先発投手             | 投球                 | A・ライターM・ピアッツァJ・オルルドE・アルフォンゾR・ベンチュラR・オルドニェスR・ヘンダーソンM・モーラB・アグバヤニ |
| T・グラビン            | T・グラビン            | T・グラビン            | 左                     | T・グラビンE・ペレスB・ハンターB・ブーンC・ジョーンズW・ワイスG・ウィリアムズA・ジョーンズB・ジョーダン | A・ライター          | A・ライター          | A・ライター          | 左                   | A・ライターM・ピアッツァJ・オルルドE・アルフォンゾR・ベンチュラR・オルドニェスR・ヘンダーソンM・モーラB・アグバヤニ |

### 第4戦 10月16日
- シェイ・スタジアム（ニューヨーク州ニューヨーク市クイーンズ区）

|                        | 1 | 2 | 3 | 4 | 5 | 6 | 7 | 8 | 9 | R | H | E |
| ---------------------- | - | - | - | - | - | - | - | - | - | - | - | - |
| アトランタ・ブレーブス | 0 | 0 | 0 | 0 | 0 | 0 | 0 | 2 | 0 | 2 | 3 | 0 |
| ニューヨーク・メッツ   | 0 | 0 | 0 | 0 | 0 | 1 | 0 | 2 | X | 3 | 5 | 0 |

1. 勝利：ターク・ウェンデル（1勝）
2. セーブ：アーマンド・ベニテス（1S）
3. 敗戦：マイク・レムリンジャー（1敗）
4. 本塁打
ATL：ブライアン・ジョーダン2号ソロ、ライアン・クレスコ1号ソロ
NYM：ジョン・オルルド1号ソロ
5. 審判
［球審］エド・ラピュアーノ
［塁審］一塁: ジェリー・レイン、二塁: ジェリー・クロフォード、三塁: エド・モンタギュー
［外審］左翼: ジェフ・ケロッグ、右翼: チャーリー・レリフォード
6. 試合開始時刻: 東部夏時間（UTC-4）午後7時42分  試合時間: 2時間20分  観客: 5万5872人  気温: 66°F（18.9°C）
詳細: Baseball-Reference.com

| アトランタ・ブレーブス | アトランタ・ブレーブス | アトランタ・ブレーブス | アトランタ・ブレーブス | アトランタ・ブレーブス                                                                                  | ニューヨーク・メッツ | ニューヨーク・メッツ | ニューヨーク・メッツ | ニューヨーク・メッツ | ニューヨーク・メッツ                                                                                                  |
| ---------------------- | ---------------------- | ---------------------- | ---------------------- | --- | -------------------- | -------------------- | -------------------- | -------------------- | --- |
| 打順                   | 守備                   | 選手                   | 打席                   | J・スモルツE・ペレスR・クレスコB・ブーンC・ジョーンズW・ワイスG・ウィリアムズA・ジョーンズB・ジョーダン | 打順                 | 守備                 | 選手                 | 打席                 | R・リードM・ピアッツァJ・オルルドE・アルフォンゾR・ベンチュラR・オルドニェスR・ヘンダーソンD・ハミルトンR・セデーニョ |
| 1                      | 左                     | G・ウィリアムズ        | 右                     | J・スモルツE・ペレスR・クレスコB・ブーンC・ジョーンズW・ワイスG・ウィリアムズA・ジョーンズB・ジョーダン | 1                    | 左                   | R・ヘンダーソン      | 右                   | R・リードM・ピアッツァJ・オルルドE・アルフォンゾR・ベンチュラR・オルドニェスR・ヘンダーソンD・ハミルトンR・セデーニョ |
| 2                      | 二                     | B・ブーン              | 右                     | J・スモルツE・ペレスR・クレスコB・ブーンC・ジョーンズW・ワイスG・ウィリアムズA・ジョーンズB・ジョーダン | 2                    | 一                   | J・オルルド          | 左                   | R・リードM・ピアッツァJ・オルルドE・アルフォンゾR・ベンチュラR・オルドニェスR・ヘンダーソンD・ハミルトンR・セデーニョ |
| 3                      | 三                     | C・ジョーンズ          | 両                     | J・スモルツE・ペレスR・クレスコB・ブーンC・ジョーンズW・ワイスG・ウィリアムズA・ジョーンズB・ジョーダン | 3                    | 二                   | E・アルフォンゾ      | 右                   | R・リードM・ピアッツァJ・オルルドE・アルフォンゾR・ベンチュラR・オルドニェスR・ヘンダーソンD・ハミルトンR・セデーニョ |
| 4                      | 右                     | B・ジョーダン          | 右                     | J・スモルツE・ペレスR・クレスコB・ブーンC・ジョーンズW・ワイスG・ウィリアムズA・ジョーンズB・ジョーダン | 4                    | 捕                   | M・ピアッツァ        | 右                   | R・リードM・ピアッツァJ・オルルドE・アルフォンゾR・ベンチュラR・オルドニェスR・ヘンダーソンD・ハミルトンR・セデーニョ |
| 5                      | 一                     | R・クレスコ            | 左                     | J・スモルツE・ペレスR・クレスコB・ブーンC・ジョーンズW・ワイスG・ウィリアムズA・ジョーンズB・ジョーダン | 5                    | 三                   | R・ベンチュラ        | 左                   | R・リードM・ピアッツァJ・オルルドE・アルフォンゾR・ベンチュラR・オルドニェスR・ヘンダーソンD・ハミルトンR・セデーニョ |
| 6                      | 中                     | A・ジョーンズ          | 右                     | J・スモルツE・ペレスR・クレスコB・ブーンC・ジョーンズW・ワイスG・ウィリアムズA・ジョーンズB・ジョーダン | 6                    | 中                   | D・ハミルトン        | 右                   | R・リードM・ピアッツァJ・オルルドE・アルフォンゾR・ベンチュラR・オルドニェスR・ヘンダーソンD・ハミルトンR・セデーニョ |
| 7                      | 捕                     | E・ペレス              | 右                     | J・スモルツE・ペレスR・クレスコB・ブーンC・ジョーンズW・ワイスG・ウィリアムズA・ジョーンズB・ジョーダン | 7                    | 右                   | R・セデーニョ        | 両                   | R・リードM・ピアッツァJ・オルルドE・アルフォンゾR・ベンチュラR・オルドニェスR・ヘンダーソンD・ハミルトンR・セデーニョ |
| 8                      | 遊                     | W・ワイス              | 両                     | J・スモルツE・ペレスR・クレスコB・ブーンC・ジョーンズW・ワイスG・ウィリアムズA・ジョーンズB・ジョーダン | 8                    | 遊                   | R・オルドニェス      | 右                   | R・リードM・ピアッツァJ・オルルドE・アルフォンゾR・ベンチュラR・オルドニェスR・ヘンダーソンD・ハミルトンR・セデーニョ |
| 9                      | 投                     | J・スモルツ            | 右                     | J・スモルツE・ペレスR・クレスコB・ブーンC・ジョーンズW・ワイスG・ウィリアムズA・ジョーンズB・ジョーダン | 9                    | 投                   | R・リード            | 右                   | R・リードM・ピアッツァJ・オルルドE・アルフォンゾR・ベンチュラR・オルドニェスR・ヘンダーソンD・ハミルトンR・セデーニョ |
| 先発投手               | 先発投手               | 先発投手               | 投球                   | J・スモルツE・ペレスR・クレスコB・ブーンC・ジョーンズW・ワイスG・ウィリアムズA・ジョーンズB・ジョーダン | 先発投手             | 先発投手             | 先発投手             | 投球                 | R・リードM・ピアッツァJ・オルルドE・アルフォンゾR・ベンチュラR・オルドニェスR・ヘンダーソンD・ハミルトンR・セデーニョ |
| J・スモルツ            | J・スモルツ            | J・スモルツ            | 右                     | J・スモルツE・ペレスR・クレスコB・ブーンC・ジョーンズW・ワイスG・ウィリアムズA・ジョーンズB・ジョーダン | R・リード            | R・リード            | R・リード            | 右                   | R・リードM・ピアッツァJ・オルルドE・アルフォンゾR・ベンチュラR・オルドニェスR・ヘンダーソンD・ハミルトンR・セデーニョ |

### 第5戦 10月17日
- シェイ・スタジアム（ニューヨーク州ニューヨーク市クイーンズ区）

|                        | 1 | 2 | 3 | 4 | 5 | 6 | 7 | 8 | 9 | 10 | 11 | 12 | 13 | 14 | 15 | R | H  | E |
| ---------------------- | - | - | - | - | - | - | - | - | - | -- | -- | -- | -- | -- | -- | - | -- | - |
| アトランタ・ブレーブス | 0 | 0 | 0 | 2 | 0 | 0 | 0 | 0 | 0 | 0  | 0  | 0  | 0  | 0  | 1  | 3 | 13 | 2 |
| ニューヨーク・メッツ   | 2 | 0 | 0 | 0 | 0 | 0 | 0 | 0 | 0 | 0  | 0  | 0  | 0  | 0  | 2x | 4 | 11 | 1 |

1. 勝利：オクタビオ・ドーテル（1勝）
2. 敗戦：ケビン・マグリンシー（1敗）
3. 本塁打
NYM：ジョン・オルルド2号2ラン
4. 審判
［球審］ジェリー・レイン
［塁審］一塁: ジェリー・クロフォード、二塁: エド・モンタギュー、三塁: ジェフ・ケロッグ
［外審］左翼: チャーリー・レリフォード、右翼: エド・ラピュアーノ
5. 試合開始時刻: 東部夏時間（UTC-4）午後4時9分  試合時間: 5時間46分  観客: 5万5723人  気温: 67°F（19.4°C）
詳細: Baseball-Reference.com

| アトランタ・ブレーブス | アトランタ・ブレーブス | アトランタ・ブレーブス | アトランタ・ブレーブス | アトランタ・ブレーブス                                                                                    | ニューヨーク・メッツ | ニューヨーク・メッツ | ニューヨーク・メッツ | ニューヨーク・メッツ | ニューヨーク・メッツ                                                                                             |
| ---------------------- | ---------------------- | ---------------------- | ---------------------- | --- | -------------------- | -------------------- | -------------------- | -------------------- | --- |
| 打順                   | 守備                   | 選手                   | 打席                   | G・マダックスE・ペレスR・クレスコB・ブーンC・ジョーンズW・ワイスG・ウィリアムズA・ジョーンズB・ジョーダン | 打順                 | 守備                 | 選手                 | 打席                 | 吉井理人M・ピアッツァJ・オルルドE・アルフォンゾR・ベンチュラR・オルドニェスR・ヘンダーソンD・ハミルトンM・モーラ |
| 1                      | 左                     | G・ウィリアムズ        | 右                     | G・マダックスE・ペレスR・クレスコB・ブーンC・ジョーンズW・ワイスG・ウィリアムズA・ジョーンズB・ジョーダン | 1                    | 左                   | R・ヘンダーソン      | 右                   | 吉井理人M・ピアッツァJ・オルルドE・アルフォンゾR・ベンチュラR・オルドニェスR・ヘンダーソンD・ハミルトンM・モーラ |
| 2                      | 二                     | B・ブーン              | 右                     | G・マダックスE・ペレスR・クレスコB・ブーンC・ジョーンズW・ワイスG・ウィリアムズA・ジョーンズB・ジョーダン | 2                    | 二                   | E・アルフォンゾ      | 右                   | 吉井理人M・ピアッツァJ・オルルドE・アルフォンゾR・ベンチュラR・オルドニェスR・ヘンダーソンD・ハミルトンM・モーラ |
| 3                      | 三                     | C・ジョーンズ          | 両                     | G・マダックスE・ペレスR・クレスコB・ブーンC・ジョーンズW・ワイスG・ウィリアムズA・ジョーンズB・ジョーダン | 3                    | 一                   | J・オルルド          | 左                   | 吉井理人M・ピアッツァJ・オルルドE・アルフォンゾR・ベンチュラR・オルドニェスR・ヘンダーソンD・ハミルトンM・モーラ |
| 4                      | 右                     | B・ジョーダン          | 右                     | G・マダックスE・ペレスR・クレスコB・ブーンC・ジョーンズW・ワイスG・ウィリアムズA・ジョーンズB・ジョーダン | 4                    | 捕                   | M・ピアッツァ        | 右                   | 吉井理人M・ピアッツァJ・オルルドE・アルフォンゾR・ベンチュラR・オルドニェスR・ヘンダーソンD・ハミルトンM・モーラ |
| 5                      | 一                     | R・クレスコ            | 左                     | G・マダックスE・ペレスR・クレスコB・ブーンC・ジョーンズW・ワイスG・ウィリアムズA・ジョーンズB・ジョーダン | 5                    | 三                   | R・ベンチュラ        | 左                   | 吉井理人M・ピアッツァJ・オルルドE・アルフォンゾR・ベンチュラR・オルドニェスR・ヘンダーソンD・ハミルトンM・モーラ |
| 6                      | 中                     | A・ジョーンズ          | 右                     | G・マダックスE・ペレスR・クレスコB・ブーンC・ジョーンズW・ワイスG・ウィリアムズA・ジョーンズB・ジョーダン | 6                    | 右                   | M・モーラ            | 右                   | 吉井理人M・ピアッツァJ・オルルドE・アルフォンゾR・ベンチュラR・オルドニェスR・ヘンダーソンD・ハミルトンM・モーラ |
| 7                      | 捕                     | E・ペレス              | 右                     | G・マダックスE・ペレスR・クレスコB・ブーンC・ジョーンズW・ワイスG・ウィリアムズA・ジョーンズB・ジョーダン | 7                    | 中                   | D・ハミルトン        | 右                   | 吉井理人M・ピアッツァJ・オルルドE・アルフォンゾR・ベンチュラR・オルドニェスR・ヘンダーソンD・ハミルトンM・モーラ |
| 8                      | 遊                     | W・ワイス              | 両                     | G・マダックスE・ペレスR・クレスコB・ブーンC・ジョーンズW・ワイスG・ウィリアムズA・ジョーンズB・ジョーダン | 8                    | 遊                   | R・オルドニェス      | 右                   | 吉井理人M・ピアッツァJ・オルルドE・アルフォンゾR・ベンチュラR・オルドニェスR・ヘンダーソンD・ハミルトンM・モーラ |
| 9                      | 投                     | G・マダックス          | 右                     | G・マダックスE・ペレスR・クレスコB・ブーンC・ジョーンズW・ワイスG・ウィリアムズA・ジョーンズB・ジョーダン | 9                    | 投                   | 吉井理人             | 右                   | 吉井理人M・ピアッツァJ・オルルドE・アルフォンゾR・ベンチュラR・オルドニェスR・ヘンダーソンD・ハミルトンM・モーラ |
| 先発投手               | 先発投手               | 先発投手               | 投球                   | G・マダックスE・ペレスR・クレスコB・ブーンC・ジョーンズW・ワイスG・ウィリアムズA・ジョーンズB・ジョーダン | 先発投手             | 先発投手             | 先発投手             | 投球                 | 吉井理人M・ピアッツァJ・オルルドE・アルフォンゾR・ベンチュラR・オルドニェスR・ヘンダーソンD・ハミルトンM・モーラ |
| G・マダックス          | G・マダックス          | G・マダックス          | 右                     | G・マダックスE・ペレスR・クレスコB・ブーンC・ジョーンズW・ワイスG・ウィリアムズA・ジョーンズB・ジョーダン | 吉井理人             | 吉井理人             | 吉井理人             | 右                   | 吉井理人M・ピアッツァJ・オルルドE・アルフォンゾR・ベンチュラR・オルドニェスR・ヘンダーソンD・ハミルトンM・モーラ |

### 第6戦 10月19日
- ターナー・フィールド（ジョージア州アトランタ）

|                        | 1 | 2 | 3 | 4 | 5 | 6 | 7 | 8 | 9 | 10 | 11 | R  | H  | E |
| ---------------------- | - | - | - | - | - | - | - | - | - | -- | -- | -- | -- | - |
| ニューヨーク・メッツ   | 0 | 0 | 0 | 0 | 0 | 3 | 4 | 1 | 0 | 1  | 0  | 9  | 15 | 2 |
| アトランタ・ブレーブス | 5 | 0 | 0 | 0 | 0 | 2 | 0 | 1 | 0 | 1  | 1x | 10 | 10 | 1 |

1. 勝利：ラス・スプリンガー（1勝）
2. 敗戦：ケニー・ロジャース（2敗）
3. 本塁打
NYM：マイク・ピアッツァ1号2ラン
4. 審判
［球審］ジェリー・クロフォード
［塁審］一塁: エド・モンタギュー、二塁: ジェフ・ケロッグ、三塁: チャーリー・レリフォード
［外審］左翼: エド・ラピュアーノ、右翼: ジェリー・レイン
5. 試合開始時刻: 東部夏時間（UTC-4）午後8時12分  試合時間: 4時間25分  観客: 5万2335人  気温: 64°F（17.8°C）
詳細: Baseball-Reference.com

| ニューヨーク・メッツ | ニューヨーク・メッツ | ニューヨーク・メッツ | ニューヨーク・メッツ | ニューヨーク・メッツ | アトランタ・ブレーブス | アトランタ・ブレーブス | アトランタ・ブレーブス | アトランタ・ブレーブス | アトランタ・ブレーブス                                                                                    |
| -------------------- | -------------------- | -------------------- | -------------------- | --- | ---------------------- | ---------------------- | ---------------------- | ---------------------- | --- |
| 打順                 | 守備                 | 選手                 | 打席                 | A・ライターM・ピアッツァJ・オルルドE・アルフォンゾR・ベンチュラR・オルドニェスR・ヘンダーソンD・ハミルトンR・セデーニョ | 打順                   | 守備                   | 選手                   | 打席                   | K・ミルウッドE・ペレスB・ハンターB・ブーンC・ジョーンズW・ワイスG・ウィリアムズA・ジョーンズB・ジョーダン |
| 1                    | 左                   | R・ヘンダーソン      | 右                   | A・ライターM・ピアッツァJ・オルルドE・アルフォンゾR・ベンチュラR・オルドニェスR・ヘンダーソンD・ハミルトンR・セデーニョ | 1                      | 左                     | G・ウィリアムズ        | 右                     | K・ミルウッドE・ペレスB・ハンターB・ブーンC・ジョーンズW・ワイスG・ウィリアムズA・ジョーンズB・ジョーダン |
| 2                    | 二                   | E・アルフォンゾ      | 右                   | A・ライターM・ピアッツァJ・オルルドE・アルフォンゾR・ベンチュラR・オルドニェスR・ヘンダーソンD・ハミルトンR・セデーニョ | 2                      | 二                     | B・ブーン              | 右                     | K・ミルウッドE・ペレスB・ハンターB・ブーンC・ジョーンズW・ワイスG・ウィリアムズA・ジョーンズB・ジョーダン |
| 3                    | 一                   | J・オルルド          | 左                   | A・ライターM・ピアッツァJ・オルルドE・アルフォンゾR・ベンチュラR・オルドニェスR・ヘンダーソンD・ハミルトンR・セデーニョ | 3                      | 三                     | C・ジョーンズ          | 両                     | K・ミルウッドE・ペレスB・ハンターB・ブーンC・ジョーンズW・ワイスG・ウィリアムズA・ジョーンズB・ジョーダン |
| 4                    | 捕                   | M・ピアッツァ        | 右                   | A・ライターM・ピアッツァJ・オルルドE・アルフォンゾR・ベンチュラR・オルドニェスR・ヘンダーソンD・ハミルトンR・セデーニョ | 4                      | 右                     | B・ジョーダン          | 右                     | K・ミルウッドE・ペレスB・ハンターB・ブーンC・ジョーンズW・ワイスG・ウィリアムズA・ジョーンズB・ジョーダン |
| 5                    | 三                   | R・ベンチュラ        | 左                   | A・ライターM・ピアッツァJ・オルルドE・アルフォンゾR・ベンチュラR・オルドニェスR・ヘンダーソンD・ハミルトンR・セデーニョ | 5                      | 中                     | A・ジョーンズ          | 右                     | K・ミルウッドE・ペレスB・ハンターB・ブーンC・ジョーンズW・ワイスG・ウィリアムズA・ジョーンズB・ジョーダン |
| 6                    | 中                   | D・ハミルトン        | 左                   | A・ライターM・ピアッツァJ・オルルドE・アルフォンゾR・ベンチュラR・オルドニェスR・ヘンダーソンD・ハミルトンR・セデーニョ | 6                      | 捕                     | E・ペレス              | 右                     | K・ミルウッドE・ペレスB・ハンターB・ブーンC・ジョーンズW・ワイスG・ウィリアムズA・ジョーンズB・ジョーダン |
| 7                    | 右                   | R・セデーニョ        | 両                   | A・ライターM・ピアッツァJ・オルルドE・アルフォンゾR・ベンチュラR・オルドニェスR・ヘンダーソンD・ハミルトンR・セデーニョ | 7                      | 一                     | B・ハンター            | 右                     | K・ミルウッドE・ペレスB・ハンターB・ブーンC・ジョーンズW・ワイスG・ウィリアムズA・ジョーンズB・ジョーダン |
| 8                    | 遊                   | R・オルドニェス      | 右                   | A・ライターM・ピアッツァJ・オルルドE・アルフォンゾR・ベンチュラR・オルドニェスR・ヘンダーソンD・ハミルトンR・セデーニョ | 8                      | 遊                     | W・ワイス              | 両                     | K・ミルウッドE・ペレスB・ハンターB・ブーンC・ジョーンズW・ワイスG・ウィリアムズA・ジョーンズB・ジョーダン |
| 9                    | 投                   | A・ライター          | 左                   | A・ライターM・ピアッツァJ・オルルドE・アルフォンゾR・ベンチュラR・オルドニェスR・ヘンダーソンD・ハミルトンR・セデーニョ | 9                      | 投                     | K・ミルウッド          | 右                     | K・ミルウッドE・ペレスB・ハンターB・ブーンC・ジョーンズW・ワイスG・ウィリアムズA・ジョーンズB・ジョーダン |
| 先発投手             | 先発投手             | 先発投手             | 投球                 | A・ライターM・ピアッツァJ・オルルドE・アルフォンゾR・ベンチュラR・オルドニェスR・ヘンダーソンD・ハミルトンR・セデーニョ | 先発投手               | 先発投手               | 先発投手               | 投球                   | K・ミルウッドE・ペレスB・ハンターB・ブーンC・ジョーンズW・ワイスG・ウィリアムズA・ジョーンズB・ジョーダン |
| A・ライター          | A・ライター          | A・ライター          | 左                   | A・ライターM・ピアッツァJ・オルルドE・アルフォンゾR・ベンチュラR・オルドニェスR・ヘンダーソンD・ハミルトンR・セデーニョ | K・ミルウッド          | K・ミルウッド          | K・ミルウッド          | 右                     | K・ミルウッドE・ペレスB・ハンターB・ブーンC・ジョーンズW・ワイスG・ウィリアムズA・ジョーンズB・ジョーダン |

## 評価
『ハードボール・タイムズ』のクリス・ジャフは2011年10月、歴代のポストシーズン各シリーズについて、面白さの数値化を試みた。「1点差試合は3ポイント、1－0の試合ならさらに1ポイント」「サヨナラゲームは10ポイント、サヨナラが本塁打によるものならさらに5ポイント」「7試合制のシリーズが最終戦までもつれれば15ポイント」などというように、試合経過やシリーズの展開が一定の条件を満たすのに応じてポイントを付与することで、主観的ではなく定量的な評価を行った。その結果、その年の両リーグ優勝決定戦まで全262シリーズの平均が45ポイントのところ、今シリーズは147.3ポイントを獲得し、1991年のワールドシリーズ（137.5ポイント）や1975年のワールドシリーズ（135.7ポイント）などを抑えて歴代最高となった。